# The Dolly Sisters
 The Dolly Sisters és una pel·lícula musical estatunidenca d'Irving Cummings, estrenada el 1945.

## Argument
El 1904, l'oncle Latsie arriba a Nova York des d'Hongria amb dues nebodes petites, que immediatament comencen a ballar en un cafè. El 1912, encara hi són, però per pagar els deutes de l'oncle decideixen entrar en el vodevil. El cantant Harry Fox, que coneixen en la gira, intenta aconseguir-les una audició amb el gran Hammerstein, però el seu èxit queda lluny de l'abast de Harry. Moltes cançons per poca història.

## Repartiment
- Betty Grable: Yansci 'Jenny' Dolly
- John Payne: Harry Fox
- June Haver: Roszika 'Rosie' Dolly
- S.Z. Sakall: Oncle Latsie Dolly
- Reginald Gardiner: Tony
- Frank Latimore: Irving Netcher
- Gene Sheldon: Professor Winnup
- Sig Ruman: Ignatz Tsimmis
- Trudy Marshall: Lenora Baldwin

I, entre els actors que no surten als crèdits :
- Theresa Harris: Ellabelle
- Elsa Janssen: Kathi

## Premis i nominacions
Nominacions
- 1947: Oscar a la millor cançó original per James V. Monaco (música) i Mack Gordon (lletra) per la cançó "I Can't Begin to Tell You"